# Procès de Berne

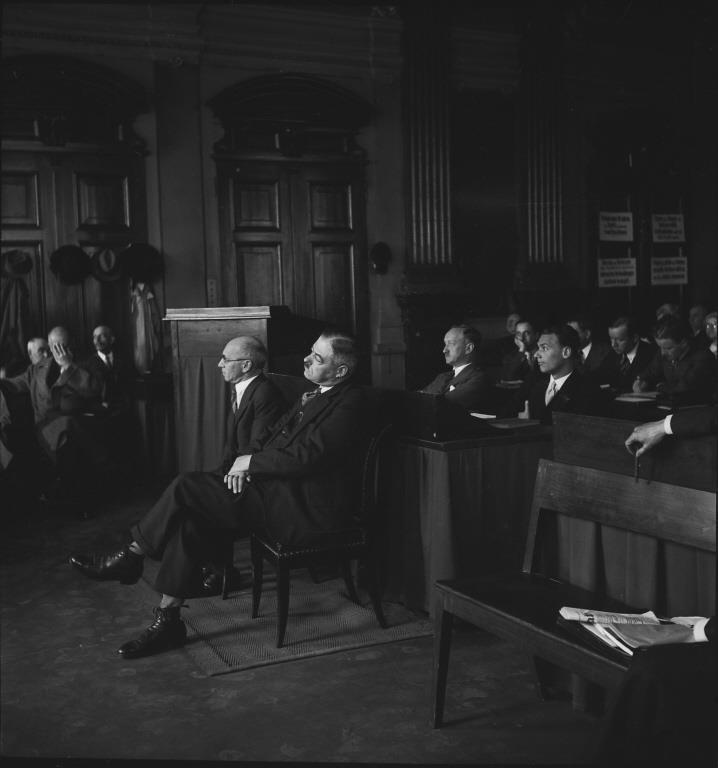
Le procès de Berne

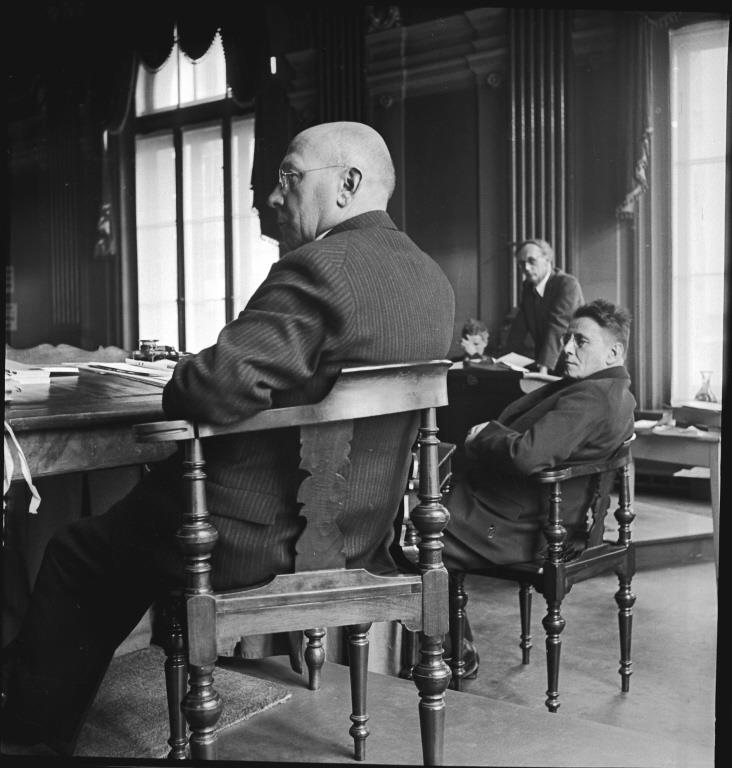
De gauche à droite : le juge Walter Meyer, les experts Carl Albert Loosli et Arthur Baumgarten (debout). Photo de 1935.

Le procès de Berne est un procès intenté entre 1933 et 1935 par la Fédération suisse des communautés israélites pour publication et vente d'écrits immoraux. Pendant ce procès, la fausseté des Protocoles des Sages de Sion avait été retenue par le juge Walter Meyer avant que l'instance supérieure ne casse sa décision.

## Déroulement
Lors d'une manifestation politique organisée le 13 juin 1933 au casino de Berne par le Front national et la Heimatwehr, l'ouvrage Les Protocoles des Sages de Sion publié par l'éditeur antisémite Theodor Fritsch, a été retrouvé parmi le matériel de propagande importé d'Allemagne (alors sous régime nazi) et vendu lors de la manifestation par le Front national. 
Saisissant cette occasion, la Fédération suisse des communautés israélites, aidée par la communauté israélite de Berne, intente un procès contre 5 membres du Front et du Bund Nationalsozialistischer Eidgenossen pour infraction à la loi du Canton de Berne « sur le cinéma et les mesures contre la littérature de bas étage, dont un article interdit en particulier « la mise en circulation de tout écrit, chant et représentation pouvant porter atteinte aux bonnes mœurs, blesser la pudeur ou avoir un effet abrutissant ». Le Bernois Georges Brunschvig est l'avocat des plaignants.
Le 14 mai 1935, le juge reconnaît deux accusés coupables et, dans le même temps qualifie les Protocoles de faux et d'écrit immoral.
Les deux condamnés du 14 mai 1935 font appel du jugement. En révisant le jugement du 14 mai 1935, la cour suprême du Canton de Berne (président : Otto Peter) acquitte les condamnés par arrêt du 1er novembre 1937, parce qu'il s'agissait non pas d'une « publication immorale (Schundliteratur) » au sens strict du terme selon la loi bernoise, mais d'une publication politique. En même temps, la cour critique vivement le contenu diffamatoire de la publication et refuse de faire payer les charges des accusés acquittés par le parti des plaignants.

## Liste des experts (en matière desProtocoles des Sages de Sion)
- Expert nommé par le juge (Meyer) : Carl Albert Loosli, Berne-Bümpliz (écrivain suisse)
- Expert nommé par les plaignants : Arthur Baumgarten, Bâle (avocat)
- Expert nommé par la défense : Ulrich Fleischhauer, Erfurt (antisémite allemand et auteur de Weltdienst)

## Liste des témoins

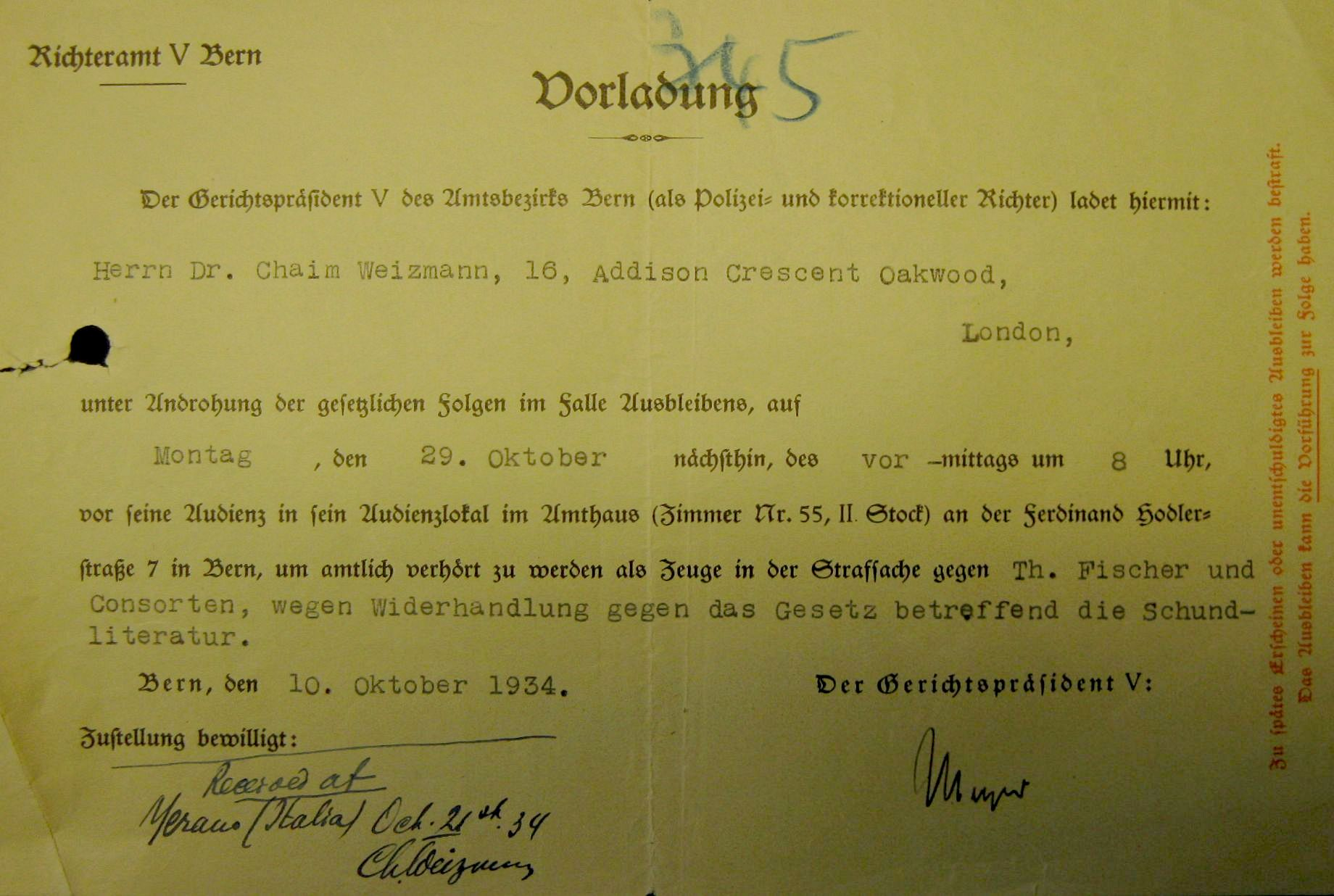
Citation du Dr. Chaim Weizmann comme témoin au procès de Berne (Archives de l'État de Berne).

- Chaim Weizmann, Londres (futur président de l'État d'Israël)

### Témoins (déposants en matière de l'Empire russe)
- Alexandre du Chayla (1885–1945) Alexandre Armand de Blanquet du Chayla[3], né français, luttant pendant la première guerre mondiale dans l'armée russe et après la révolution d'Octobre dans l'armée blanche durant la guerre civile (armée du Don); il a visité Sergei Alexandrovitch Nilus.
- Sergius Swatikow (1880–1942)
- Wladimir Burzew (1862–1942)
- Boris Nikolajewski (1887–1966)
- Henry Sliosberg (1863–1937) avocat juif et historien
- Pavel Milioukov (1859–1943)[4]; politicien libéral et ex-ministre de l'Extérieur du Gouvernement provisoire russe.

### Témoins ayant participé auPremier congrès sionisteà Bâle
- Mayer Ebner, Czernowitz/faisant en ce temps-là partie de la Roumanie (1872–1955)[5]
- Marcus (Mordechai) Ehrenpreis, Stockholm (grand rabbin)
- David Farbstein, Zurich (1868–1953), conseiller national suisse
- Max Bodenheimer, Amsterdam (1865–1940)
- Franz Sieber (sténographe)
- Hermann Dietrich (sténographe)
- Otto Zoller (rédacteur du journal suisse Basler Nachrichten en 1897)

### Témoins (déposants en matière de la Franc-Maçonnerie)
- Theodor Tobler, Berne (fabricant de chocolat Toblerone, franc-maçon)
- Eduard Welti, Berne (franc-maçon)

### Témoin à décharge en faveur des accusés
- Alfred Zander (1905–1997)[6]

### Témoins non présents au procès
- Philip Graves, Londres (a déposé au tribunal un témoignage par écrit)
- Armand Kaminka, Vienne/Jérusalem (cité, mais empêché d'assister)
- Alberto Meyer, Zurich (auteur de l'article antisémite incriminé  Schweizermädchen hüte Dich vor den schändenden Juden![7]  publié dans Der Eidgenosse)